# Korset och stiletten
Korset och stiletten (The Cross and the Switchblade), publicerad 1962, är en självbiografisk bok om pastor David Wilkersons missionsarbete bland New Yorks kriminella ungdomsgäng. Bland annat beskrivs hur Wilkersons kontakt med den fruktade gängledaren Nicky Cruz leder till att denne kommer till kristen tro. Boken filmatiserades med samma namn 1970.
David Wilkerson skrev sedan ett antal böcker som behandlade vad han höll på med. Så småningom så kom Fortsättningen som berättade lite mer konkret vad som faktiskt hänt.

## Filmatisering
Boken filmatiserades 1970 av Don Murray.

### Filmens rollista i urval
- Pat Boone - David Wilkerson
- Erik Estrada - Nicky Cruz
- Jackie Giroux - Rosa
- Jo-Ann Robinson - Little Bo
- Dino DeFilippi - Israel
- Don Blakely - Abdullah
- Gil Frazier - Big Cat
- Don Lamond - Delano
- Sam Capuano - Mr. Gomez
- Alex Colon - Mingo
- Héctor Mercado - Moonlight

Flera av statisterna i filmen tillhörde verkliga gäng i New York.